# Чемпіонат Англії з футболу 1993—1994: Прем'єр-ліга
Англійська прем'єр-ліга 1993–1994 (англ. FA Premier League) — другий сезон англійської Прем'єр-ліги, заснованої 1992 року. Змагання стало першим розіграшем Прем'єр-ліги після укладання спонсорського контракту з пиоварним брендом Carling і мало офіційну назву Carling Premier League.
Перемогу в сезоні здобув «Манчестер Юнайтед», який захистив чемпіонський титул попереднього сезону і залишився єдиним на той час переможцем Прем'єр-ліги (дві перемоги після двох проведених розіграшів). Загалом «манкуніанці» здобули свій дев'ятий титул чемпіонів Англії. Відрив чемпіона від найближчого переслідувача, яким був амбіційний «Блекберн Роверз», склав на фініші змагання вісім турнірних очок.
Останнє місце турнірної таблиці зайняв «Свіндон Таун», який проводив перший в своїй історії сезон у вищому дивізіоні англійського футболу. Дебют виявився вкрай невдалим — у 42 матчах змагання свіндонці здобули лише п'ять перемог і фінішували з дуже скромним турнірним здобутком в 30 очок. Крім них за результатами сезону елітну лігу залишили «Шеффілд Юнайтед» та «Олдем Атлетик», чиї результати були значно кращими, втім недостатніми аби зберигти місце у вищому дивізіоні.

## Трансфери
Перед початком сезону 22-річний ірландський півзахисник Рой Кін став найдорожчим гравцем, придбаним англійським клубом за всю історію трансферного ринку країни. При цьому аби стати автором найдорожчого на той час трансферу діючим чемпіонам країни «Манчестер Юнайтед» довелося заплатити попередній команді футболіста «Ноттінгем Форест» лише 3,75 мільйони фунтів.
Взагалі в реаліях англійського футболу початку 1990-х гучним трансфером вважався будь-який перехід гравця з одного клубу в інший, за який було заплачено принаймні один мільйон фунтів. Перед початком та під час сезону 1993–1994 гравцями, за перехід яких було заплачено семизначні суми, зокрема були Девід Вайт (з «Манчестер Сіті» до «Лідс Юнайтед»), Девід Рокастл (з «Лідс Юнайтед» до «Манчестер Сіті»), Рой Вегерл (з «Блекберн Роверз» до «Ковентрі Сіті»), а також Тім Флаверс (з «Саутгемптона» до «Блекберн Роверз»). При цьому Флаверс, який обійшовся своєму новому клубу в 2,5 мільйони фунтів, став на той час найдорожчим голкіпером в історії англійського футболу.

## Команди-учасниці
У змаганнях Прем'єр-ліги сезону 1993—1994 взяли участь 22 команди, включаючи 19 команд-учасниць попереднього сезону та три команди, що підвищилися у класі з Чемпіонату Футбольної ліги.

## Турнірна таблиця
| М  | Команда                | І  | В  | Н  | П  | МЗ | МП  | РМ  | О  | Кваліфікація або пониження в класі           |
| -- | ---------------------- | -- | -- | -- | -- | -- | --- | --- | -- | -------------------------------------------- |
| 1  | «Манчестер Юнайтед»    | 42 | 27 | 11 | 4  | 80 | 38  | +42 | 92 | Груповий раунд Ліги чемпіонів УЄФА 1994–1995 |
| 2  | «Блекберн Роверз»      | 42 | 25 | 9  | 8  | 63 | 36  | +27 | 84 | 1-й раунд Кубка УЄФА 1994–1995               |
| 3  | «Ньюкасл Юнайтед»      | 42 | 23 | 8  | 11 | 82 | 41  | +41 | 77 | 1-й раунд Кубка УЄФА 1994–1995               |
| 4  | «Арсенал»              | 42 | 18 | 17 | 7  | 53 | 28  | +25 | 71 | 1-й раунд Кубка кубків УЄФА 1994–1995 1      |
| 5  | «Лідс Юнайтед»         | 42 | 18 | 16 | 8  | 65 | 39  | +26 | 70 |                                              |
| 6  | «Вімблдон»             | 42 | 18 | 11 | 13 | 56 | 53  | +3  | 65 |                                              |
| 7  | «Шеффілд Венсдей»      | 42 | 16 | 16 | 10 | 76 | 54  | +22 | 64 |                                              |
| 8  | «Ліверпуль»            | 42 | 17 | 9  | 16 | 59 | 55  | +4  | 60 |                                              |
| 9  | «Квінс Парк Рейнджерс» | 42 | 16 | 12 | 14 | 62 | 61  | +1  | 60 |                                              |
| 10 | «Астон Вілла»          | 42 | 15 | 12 | 15 | 46 | 50  | −4  | 57 | 1-й раунд Кубка УЄФА 1994–1995 2             |
| 11 | «Ковентрі Сіті»        | 42 | 14 | 14 | 14 | 43 | 45  | −2  | 56 |                                              |
| 12 | «Норвіч Сіті»          | 42 | 12 | 17 | 13 | 65 | 61  | +4  | 53 |                                              |
| 13 | «Вест Гем Юнайтед»     | 42 | 13 | 13 | 16 | 47 | 58  | −11 | 52 |                                              |
| 14 | «Челсі»                | 42 | 13 | 12 | 17 | 49 | 53  | −4  | 51 | 1-й раунд Кубка кубків УЄФА 1994–1995 3      |
| 15 | «Тоттенгем Готспур»    | 42 | 11 | 12 | 19 | 54 | 59  | −5  | 45 |                                              |
| 16 | «Манчестер Сіті»       | 42 | 9  | 18 | 15 | 38 | 49  | −11 | 45 |                                              |
| 17 | «Евертон»              | 42 | 12 | 8  | 22 | 42 | 63  | −21 | 44 |                                              |
| 18 | «Саутгемптон»          | 42 | 12 | 7  | 23 | 49 | 66  | −17 | 43 |                                              |
| 19 | «Іпсвіч Таун»          | 42 | 9  | 16 | 17 | 35 | 58  | −23 | 43 |                                              |
| 20 | «Шеффілд Юнайтед» Пн   | 42 | 8  | 18 | 16 | 42 | 60  | −18 | 42 | Пониження до Футбольної ліги                 |
| 21 | «Олдем Атлетік» Пн     | 42 | 9  | 13 | 20 | 42 | 68  | −26 | 40 | Пониження до Футбольної ліги                 |
| 22 | «Свіндон Таун» Пн      | 42 | 5  | 15 | 22 | 47 | 100 | −53 | 30 | Пониження до Футбольної ліги                 |

Джерела: Barclays Premier League
Правила класифікації: 
1) очок; 2) різниця м'ячів; 3) кіл-ть забитих м'ячів.
1«Арсенал» кваліфікувався до розіграшу Кубка володарів кубків УЄФА як чинний володар цього трофею.
2 «Астон Вілла» кваліфікувалася до Кубка УЄФА як володар Кубка англійської ліги.
3«Челсі» кваліфікувався до Кубка володарів кубків УЄФА як фіналіст розіграшу Кубка Англії.
(Ч) = Чемпіон; (Пн)/(В) = Понижено в класі/Вибув; (Пв) = Підвищення в класі; (ПП) = Переможець плей-оф; (Н) = Перехід до наступного раунду. 
Застосовується тільки коли сезон ще не закінчений: 
(К) = Кваліфікований до раунду турніру; (КН) = Кваліфікований до турніру, але не до конкретного раунду; (Д) = Дискваліфікований з турніру.

## Результати
| Вдома \ В гостях1    | АРС | АСТ | БЛБ | ЧЕЛ | КОВ | ЕВЕ | ІПС | ЛІД | ЛІВ | МС  | МЮ  | НЬЮ | НОР | ОЛД | КПР | ШФЮ | ШВД | САУ | СВІ | ТОТ | ВГЮ | ВІМ |
| Арсенал              |     | 1–2 | 1–0 | 1–0 | 0–3 | 2–0 | 4–0 | 2–1 | 1–0 | 0–0 | 2–2 | 2–1 | 0–0 | 1–1 | 0–0 | 3–0 | 1–0 | 1–0 | 1–1 | 1–1 | 0–2 | 1–1 |
| Астон Вілла          | 1–2 |     | 0–1 | 1–0 | 0–0 | 0–0 | 0–1 | 1–0 | 2–1 | 0–0 | 1–2 | 0–2 | 0–0 | 1–2 | 4–1 | 1–0 | 2–2 | 0–2 | 5–0 | 1–0 | 3–1 | 0–1 |
| Блекберн Роверз      | 1–1 | 1–0 |     | 2–0 | 2–1 | 2–0 | 0–0 | 2–1 | 2–0 | 2–0 | 2–0 | 1–0 | 2–3 | 1–0 | 1–1 | 0–0 | 1–1 | 2–0 | 3–1 | 1–0 | 0–2 | 3–0 |
| Челсі                | 0–2 | 1–1 | 1–2 |     | 1–2 | 4–2 | 1–1 | 1–1 | 1–0 | 0–0 | 1–0 | 1–0 | 1–2 | 0–1 | 2–0 | 3–2 | 1–1 | 2–0 | 2–0 | 4–3 | 2–0 | 2–0 |
| Ковентрі Сіті        | 1–0 | 0–1 | 2–1 | 1–1 |     | 2–1 | 1–0 | 0–2 | 1–0 | 4–0 | 0–1 | 2–1 | 2–1 | 1–1 | 0–1 | 0–0 | 1–1 | 1–1 | 1–1 | 1–0 | 1–1 | 1–2 |
| Евертон              | 1–1 | 0–1 | 0–3 | 4–2 | 0–0 |     | 0–0 | 1–1 | 2–0 | 1–0 | 0–1 | 0–2 | 1–5 | 2–1 | 0–3 | 4–2 | 0–2 | 1–0 | 6–2 | 0–1 | 0–1 | 3–2 |
| Іпсвіч Таун          | 1–5 | 1–2 | 1–0 | 1–0 | 0–2 | 0–2 |     | 0–0 | 1–2 | 2–2 | 1–2 | 1–1 | 2–1 | 0–0 | 1–3 | 3–2 | 1–4 | 1–0 | 1–1 | 2–2 | 1–1 | 0–0 |
| Лідс Юнайтед         | 2–1 | 2–0 | 3–3 | 4–1 | 1–0 | 3–0 | 0–0 |     | 2–0 | 3–2 | 0–2 | 1–1 | 0–4 | 1–0 | 1–1 | 2–1 | 2–2 | 0–0 | 3–0 | 2–0 | 1–0 | 4–0 |
| Ліверпуль            | 0–0 | 2–1 | 0–1 | 2–1 | 1–0 | 2–1 | 1–0 | 2–0 |     | 2–1 | 3–3 | 0–2 | 0–1 | 2–1 | 3–2 | 1–2 | 2–0 | 4–2 | 2–2 | 1–2 | 2–0 | 1–1 |
| Манчестер Сіті       | 0–0 | 3–0 | 0–2 | 2–2 | 1–1 | 1–0 | 2–1 | 1–1 | 1–1 |     | 2–3 | 2–1 | 1–1 | 1–1 | 3–0 | 0–0 | 1–3 | 1–1 | 2–1 | 0–2 | 0–0 | 0–1 |
| Манчестер Юнайтед    | 1–0 | 3–1 | 1–1 | 0–1 | 0–0 | 1–0 | 0–0 | 0–0 | 1–0 | 2–0 |     | 1–1 | 2–2 | 3–2 | 2–1 | 3–0 | 5–0 | 2–0 | 4–2 | 2–1 | 3–0 | 3–1 |
| Ньюкасл Юнайтед      | 2–0 | 5–1 | 1–1 | 0–0 | 4–0 | 1–0 | 2–0 | 1–1 | 3–0 | 2–0 | 1–1 |     | 3–0 | 3–2 | 1–2 | 4–0 | 4–2 | 1–2 | 7–1 | 0–1 | 2–0 | 4–0 |
| Норвіч Сіті          | 1–1 | 1–2 | 2–2 | 1–1 | 1–0 | 3–0 | 1–0 | 2–1 | 2–2 | 1–1 | 0–2 | 1–2 |     | 1–1 | 3–4 | 0–1 | 1–1 | 4–5 | 0–0 | 1–2 | 0–0 | 0–1 |
| Олдем Атлетик        | 0–0 | 1–1 | 1–2 | 2–1 | 3–3 | 0–1 | 0–3 | 1–1 | 0–3 | 0–0 | 2–5 | 1–3 | 2–1 |     | 4–1 | 1–1 | 0–0 | 2–1 | 2–1 | 0–2 | 1–2 | 1–1 |
| Квінз Парк Рейнджерс | 1–1 | 2–2 | 1–0 | 1–1 | 5–1 | 2–1 | 3–0 | 0–4 | 1–3 | 1–1 | 2–3 | 1–2 | 2–2 | 2–0 |     | 2–1 | 1–2 | 2–1 | 1–3 | 1–1 | 0–0 | 1–0 |
| Шеффілд Юнайтед      | 1–1 | 1–2 | 1–2 | 1–0 | 0–0 | 0–0 | 1–1 | 2–2 | 0–0 | 0–1 | 0–3 | 2–0 | 1–2 | 2–1 | 1–1 |     | 1–1 | 0–0 | 3–1 | 2–2 | 3–2 | 2–1 |
| Шеффілд Венсдей      | 0–1 | 0–0 | 1–2 | 3–1 | 0–0 | 5–1 | 5–0 | 3–3 | 3–1 | 1–1 | 2–3 | 0–1 | 3–3 | 3–0 | 3–1 | 3–1 |     | 2–0 | 3–3 | 1–0 | 5–0 | 2–2 |
| Саутгемптон          | 0–4 | 4–1 | 3–1 | 3–1 | 1–0 | 0–2 | 0–1 | 0–2 | 4–2 | 0–1 | 1–3 | 2–1 | 0–1 | 1–3 | 0–1 | 3–3 | 1–1 |     | 5–1 | 1–0 | 0–2 | 1–0 |
| Свіндон Таун         | 0–4 | 1–2 | 1–3 | 1–3 | 3–1 | 1–1 | 2–2 | 0–5 | 0–5 | 1–3 | 2–2 | 2–2 | 3–3 | 0–1 | 1–0 | 0–0 | 0–1 | 2–1 |     | 2–1 | 1–1 | 2–4 |
| Тоттенгем Готспур    | 0–1 | 1–1 | 0–2 | 1–1 | 1–2 | 3–2 | 1–1 | 1–1 | 3–3 | 1–0 | 0–1 | 1–2 | 1–3 | 5–0 | 1–2 | 2–2 | 1–3 | 3–0 | 1–1 |     | 1–4 | 1–1 |
| Вест Гем Юнайтед     | 0–0 | 0–0 | 1–2 | 1–0 | 3–2 | 0–1 | 2–1 | 0–1 | 1–2 | 3–1 | 2–2 | 2–4 | 3–3 | 2–0 | 0–4 | 0–0 | 2–0 | 3–3 | 0–0 | 1–3 |     | 0–2 |
| Вімблдон             | 0–3 | 2–2 | 4–1 | 1–1 | 1–2 | 1–1 | 0–2 | 1–0 | 1–1 | 1–0 | 1–0 | 4–2 | 3–1 | 3–0 | 1–1 | 2–0 | 2–1 | 1–0 | 3–0 | 2–1 | 1–2 |     |

Джерело: RSSSF
1Команда-господар записана у лівому стовпчику.
Кольори: Голубий = господар переміг; Жовтий = нічия; Червоний = гості перемогли.

## Статистика

### Бомбардири
| Місце | Гравець        | Клуб                | Голів |
| ----- | -------------- | ------------------- | ----- |
| 1     | Енді Коул      | «Ньюкасл Юнайтед»   | 34    |
| 2     | Алан Ширер     | «Блекберн Роверз»   | 31    |
| 3     | Метью Ле Тісьє | «Саутгемптон»       | 25    |
| 3     | Кріс Саттон    | «Норвіч Сіті»       | 25    |
| 5     | Іан Райт       | «Арсенал»           | 23    |
| 6     | Пітер Бердслі  | «Ньюкасл Юнайтед»   | 21    |
| 7     | Марк Брайт     | «Шеффілд Венсдей»   | 19    |
| 8     | Ерік Кантона   | «Манчестер Юнайтед» | 18    |
| 9     | Дін Голдсворс  | «Вімблдон»          | 17    |
| 9     | Род Воллес     | «Лідс Юнайтед»      | 17    |

## Нагороди

### Тренер місяця
| Місяць        | Тренер місяця                        |
| ------------- | ------------------------------------ |
| серпень 1993  | Алекс Фергюсон («Манчестер Юнайтед») |
| вересень 1993 | Джо Кіннір («Вімблдон»)              |
| жовтень 1993  | Майк Волкер («Норвіч Сіті»)          |
| листопад 1993 | Кевін Кіган («Ньюкасл Юнайтед»)      |
| грудень 1993  | Тревор Френсіс («Шеффілд Венсдей»)   |
| січень 1994   | Кенні Далгліш («Блекберн Роверз»)    |
| лютий 1994    | Джо Ройл (Oldham Athletic)           |
| березень 1994 | Джо Кіннір («Вімблдон»)              |
| квітень 1994  | Джо Кіннір («Вімблдон»)              |

### Нагороди за сезон
- «Гравцем року за версією ПФА» був названий француз Ерік Кантона, лідер атак команди-чемпіона, який протягом сезону в різних турнірах забив 25 м'ячів за «Манчестер Юнайтед».[1]
- Звання «Молодий гравець року за версією ПФА» отримав нападник «Ньюкасл Юнайтед» Енді Коул, який очолив таблицю бомбардирів сезону Прем'єр-ліги.[2]
- «Гравцем року за версією Асоціації футбольних журналістів» було визнано Алана Ширера, нападника «Блекберн Роверз».[3]
- Володарем започаткованого напередодні сезону звання «Тренера року англійської Прем'єр-ліги» став очільник команди-чемпіона Алекс Фергюсон.